# Saltos ornamentais nos Jogos Olímpicos de Verão de 2016 - Plataforma 10 m individual masculino
A competição da plataforma de 10 m individual masculino dos saltos ornamentais nos Jogos Olímpicos de 2016 realizou-se a 19 e 20 de agosto no Parque Aquático Maria Lenk, na Barra da Tijuca, Rio de Janeiro.

## Formato
A prova consistiu de três fases, sem que a pontuação tenha transitado entre elas:
- Preliminares: Todos os saltadores efetuaram seis exercícios, com os 18 melhores a passarem à semifinal.
- Semifinal: Os 18 qualificados fizeram mais 18 saltos, apurando-se os 12 melhores para a final.
- Final: Os 12 melhores saltadores completaram mais seis saltos para lutar pelas medalhas para os três primeiros classificados.

## Calendário
Os horários são pelo fuso de Brasília (UTC−3).
| Data                      | Hora        | Ronda           |
| ------------------------- | ----------- | --------------- |
| Sexta-feira, 19 de agosto | 16:00       | Preliminares    |
| Sábado, 20 de agosto      | 11:00 16:30 | Semifinal Final |

## Medalhistas
| Ouro   | CHN Chen Aisen     |
| Prata  | MEX Germán Sánchez |
| Bronze | USA David Boudia   |

## Resultados
O chinês Chen Aisen foi o campeão olímpico, superando Germán Sánchez  (prata pelo México) e o estadunidense David Boudia (bronze).
| Pos.              | Saltador             | Preliminares | Preliminares | Semifinal   | Semifinal   | Final       | Final       | Final       | Final       | Final       | Final       | Final       | Final |
| Pos.              | Saltador             | Pontos       | Pos.         | Pontos      | Pos.        | Salto 1     | Salto 2     | Salto 3     | Salto 4     | Salto 5     | Salto 6     | Pontos      |       |
| ----------------- | -------------------- | ------------ | ------------ | ----------- | ----------- | ----------- | ----------- | ----------- | ----------- | ----------- | ----------- | ----------- | ----- |
| Medalha de ouro   | CHN Chen Aisen       | 545.35       | 3            | 559.90      | 1           | 96.90       | 78.75       | 102.60      | 93.60       | 105.45      | 108.00      | 585.30      |       |
| Medalha de prata  | MEX Germán Sánchez   | 430.05       | 12           | 462.05      | 9           | 84.15       | 81.60       | 82.50       | 98.05       | 95.20       | 91.20       | 532.70      |       |
| Medalha de bronze | USA David Boudia     | 496.55       | 4            | 458.35      | 10          | 88.20       | 94.40       | 81.60       | 90.00       | 102.60      | 68.45       | 525.25      |       |
| 4                 | FRA Benjamin Auffret | 470.45       | 5            | 477.00      | 4           | 80.00       | 86.70       | 76.50       | 94.05       | 89.10       | 81.00       | 507.35      |       |
| 5                 | GER Martin Wolfram   | 468.80       | 6            | 466.15      | 8           | 90.00       | 76.80       | 95.20       | 59.40       | 86.40       | 85.10       | 492.90      |       |
| 6                 | CHN Qiu Bo           | 564.75       | 2            | 504.70      | 2           | 94.50       | 47.25       | 102.00      | 102.60      | 47.50       | 94.35       | 488.20      |       |
| 7                 | PUR Rafael Quintero  | 456.55       | 10           | 471.20      | 7           | 65.60       | 90.65       | 81.60       | 81.60       | 79.20       | 86.70       | 485.35      |       |
| 8                 | RUS Viktor Minibaev  | 462.25       | 8            | 474.10      | 6           | 81.60       | 70.30       | 86.70       | 79.20       | 72.00       | 91.80       | 481.60      |       |
| 9                 | GER Sascha Klein     | 463.40       | 7            | 475.00      | 5           | 65.60       | 90.65       | 94.50       | 37.80       | 81.60       | 54.00       | 424.15      |       |
| 10                | MEX Iván García      | 418.90       | 15           | 497.55      | 3           | 88.80       | 73.80       | 54.00       | 91.80       | 30.75       | 79.80       | 418.95      |       |
| 11                | KOR Woo Ha-ram       | 438.45       | 11           | 453.85      | 12          | 76.50       | 81.60       | 85.00       | 57.60       | 47.25       | 66.60       | 414.55      |       |
| 12                | AUS Domonic Bedggood | 413.85       | 17           | 454.95      | 11          | 72.00       | 86.40       | 68.45       | 44.55       | 44.20       | 88.20       | 403.80      |       |
| 13                | USA Steele Johnson   | 403.75       | 18           | 447.85      | 13          | Não avançou | Não avançou | Não avançou | Não avançou | Não avançou | Não avançou | Não avançou |       |
| 14                | CAN Vincent Riendeau | 419.50       | 14           | 436.30      | 14          | Não avançou | Não avançou | Não avançou | Não avançou | Não avançou | Não avançou | Não avançou |       |
| 15                | AUS James Connor     | 457.05       | 9            | 419.10      | 15          | Não avançou | Não avançou | Não avançou | Não avançou | Não avançou | Não avançou | Não avançou |       |
| 16                | BRA Hugo Parisi      | 422.45       | 13           | 417.15      | 16          | Não avançou | Não avançou | Não avançou | Não avançou | Não avançou | Não avançou | Não avançou |       |
| 17                | RUS Nikita Shleikher | 418.15       | 16           | 415.75      | 17          | Não avançou | Não avançou | Não avançou | Não avançou | Não avançou | Não avançou | Não avançou |       |
| 18                | GBR Tom Daley        | 571.85       | 1            | 403.25      | 18          | Não avançou | Não avançou | Não avançou | Não avançou | Não avançou | Não avançou | Não avançou |       |
| 19                | CAN Maxim Bouchard   | 398.15       | 19           | Não avançou | Não avançou | Não avançou | Não avançou | Não avançou | Não avançou | Não avançou | Não avançou | Não avançou |       |
| 20                | COL Víctor Ortega    | 386.85       | 20           | Não avançou | Não avançou | Não avançou | Não avançou | Não avançou | Não avançou | Não avançou | Não avançou | Não avançou |       |
| 21                | VEN Jesús Liranzo    | 385.55       | 21           | Não avançou | Não avançou | Não avançou | Não avançou | Não avançou | Não avançou | Não avançou | Não avançou | Não avançou |       |
| 22                | MAS Ooi Tze Liang    | 379.50       | 22           | Não avançou | Não avançou | Não avançou | Não avançou | Não avançou | Não avançou | Não avançou | Não avançou | Não avançou |       |
| 23                | VEN Robert Páez      | 378.20       | 23           | Não avançou | Não avançou | Não avançou | Não avançou | Não avançou | Não avançou | Não avançou | Não avançou | Não avançou |       |
| 24                | BLR Vadim Kaptur     | 353.85       | 24           | Não avançou | Não avançou | Não avançou | Não avançou | Não avançou | Não avançou | Não avançou | Não avançou | Não avançou |       |
| 25                | COL Sebastián Villa  | 350.40       | 25           | Não avançou | Não avançou | Não avançou | Não avançou | Não avançou | Não avançou | Não avançou | Não avançou | Não avançou |       |
| 26                | BLR Yauheni Karaliou | 347.80       | 26           | Não avançou | Não avançou | Não avançou | Não avançou | Não avançou | Não avançou | Não avançou | Não avançou | Não avançou |       |
| 27                | ITA Maicol Verzotto  | 313.10       | 27           | Não avançou | Não avançou | Não avançou | Não avançou | Não avançou | Não avançou | Não avançou | Não avançou | Não avançou |       |
| 28                | EGY Mohab El-Kordy   | 305.50       | 28           | Não avançou | Não avançou | Não avançou | Não avançou | Não avançou | Não avançou | Não avançou | Não avançou | Não avançou |       |